# Aliaxei Dudarau
Aliaxei Dudarau –en bielorruso, Аляксей Дудараў– (Grodno, 1999) es un deportista bielorruso que compite en gimnasia en la modalidad de trampolín.
Ganó una medalla de oro en el Campeonato Mundial de Gimnasia en Trampolín de 2021 y una medalla de oro en el Campeonato Europeo de Gimnasia en Trampolín de 2021, ambas en la prueba por equipo.

## Palmarés internacional
| Campeonato Mundial | Campeonato Mundial | Campeonato Mundial | Campeonato Mundial |
| Año                | Lugar              | Medalla            | Prueba             |
| ------------------ | ------------------ | ------------------ | ------------------ |
| 2021               | Bakú (Azerbaiyán)  | Medalla de oro     | Equipo             |
| Campeonato Europeo |                    |                    |                    |
| Año                | Lugar              | Medalla            | Prueba             |
| 2021               | Sochi (Rusia)      | Medalla de oro     | Equipo             |